# Highest in the Room
Highest in the Room is een nummer van de Amerikaanse rapper Travis Scott uit 2019.
De titel verwijst naar Scotts wietgebruik. "Highest in the Room" leverde Scott een wereldhit op, met bijvoorbeeld een nummer 1-notering in de Amerikaanse Billboard Hot 100. In het Nederlandse taalgebied bleef het succes echter beperkt; met in Nederland een tweede positie in de Tipparade, en in de Vlaamse Ultratop 50 een bescheiden 30e positie.